# Mythimna hirayamae
Mythimna hirayamae là một loài bướm đêm trong họ Noctuidae.